# Sutura sfenoparietală
Sutura sfenoparietală (Sutura sphenoparietalis) este o sutură între marginea inferioară (solzoasă) a osului parietal și marginea superioară (parietală) a aripilor mari a sfenoidului.